# Vespadelus caurinus
Vespadelus caurinus är en fladdermus i familjen läderlappar som förekommer i norra Australien.
Denna fladdermus har brun päls på hela kroppen och väger 3 till 5 g. Underarmarna är 26 till 32 mm långa.
Artens utbredningsområde ligger i delstaterna Northern Territory och Western Australia. Fladdermusen hittas även på några australiska öar i samma region. Habitatet varierar mellan trädgrupper, gräsmarker och buskskogar. Under vandringar når fladdermusen sydligare trakter.
En flock med några få medlemmar vilar i grottor, i gruvor, i vägtrummor eller sällan i gamla fågelbon. Honor bildar före ungarnas födelse egna kolonier som är skilda från hanarna. Dessa kolonier kan ha några hundra medlemmar. En kull består av en eller två ungar.
Kolonier med honor är känsliga när de störs vid viloplatsen. Annars är inga hot för beståndet kända. IUCN listar arten som livskraftig (LC).